# Governo Maret
Il Governo Maret è stato in carica dal 10 al 13 novembre 1834, per un totale di 3 giorni. È stato il secondo governo più breve della storia francese.

## Cronologia
- 29 ottobre 1834: il primo ministro Gérard, messo in minoranza dal centro-destra circa la questione dell'amnistia ai Canuts, rassegna le dimissioni al sovrano Luigi Filippo
- 10 novembre 1834: di fronte alla duplice antipatia verso il centro-destra ed il centro-sinistra, Luigi Filippo nomina provocatoriamente un governo guidato da Hugues-Bernard Maret, composto interamente da membri del Terzo Partito
- 11 novembre 1834: il governo viene male accolto dalla Camera, poiché i suoi membri sono poco conosciuti, membri di un partito minoritario e tutti vicini al sovrano; il primo ministro stesso ha un passato poco illustre ed è screditato dai debiti economici personali[1]
- 13 novembre 1834: di fronte all'ostilità del Parlamento, i ministri si dimettono congiuntamente provocando le dimissioni del governo
- 18 novembre 1838: dopo giorni di trattative, si costituisce un nuovo esecutivo di centro-destra guidato da un'altra "spada illustre", ovvero il Maresciallo Mortier

## Consiglio dei Ministri
Il governo, composto da 7 ministri (oltre al presidente del consiglio), vedeva partecipi:
| Carica                                | Titolare | Titolare               | Partito       |  |
| ------------------------------------- | -------- | ---------------------- | ------------- |  |
| Presidente del Consiglio dei Ministri |          | Hugues-Bernard Maret   | Terzo Partito |  |
|                                       |          |                        |               |  |
| Ministro degli Affari Esteri          |          | Charles-Joseph Bresson | Nessuno       |  |
| Ministro dell'Interno                 |          | Hugues-Bernard Maret   | Terzo Partito |  |
| Ministro della Giustizia              |          | Jean-Charles Persil    | Centro-destra |  |
| Ministro della Guerra                 |          | Simon Bernard          | Nessuno       |  |
| Ministro della Marina e delle Colonie |          | Charles Dupin          | Terzo Partito |  |
| Ministro delle Finanze                |          | Hippolyte Passy        | Terzo Partito |  |
| Ministro della Pubblica Istruzione    |          | Vacante                |               |  |
| Ministro del Commercio                |          | Jean-Baptiste Teste    | Terzo Partito |  |